# Sarayoot Chaikamdee
 Sarayoot Chaikamdee  (nacido el 24 de septiembre de 1981) es un futbolista tailandés. Actualmente juega en el Thai Port F.C. Anteriormente jugó para el Pisico Bình Ðịnh FC en la V-League (Viet Nam). Él es un delantero y en Tailandia tiene el apodo de "Joe en millas" debido a su capacidad para marcar goles.

## Selección nacional
Debutó En 2003 con la Selección de fútbol de Tailandia, Recientemente, anotó el gol de la victoria de Tailandia, para enviar a través de la 3 ª ronda clasificatoria de la zona asiática, en su victoria de Yemen (2-1 global) para el Mundial de Sudáfrica 2010.
En Asia Sarayoot Tiene el récord de goleador con ocho goles en nueve partidos, pero este logro se debe a la particippacion en Tailandia para el Mundial de Sudáfrica 2010, pero fueron eliminados en la tercera ronda.
- Datos: Q2039567